# 43794 Yabetakemoto
43794 Yabetakemoto è un asteroide della fascia principale. Scoperto nel 1990, presenta un'orbita caratterizzata da un semiasse maggiore pari a 2,7531953 UA e da un'eccentricità di 0,2662495, inclinata di 13,32130° rispetto all'eclittica.